# Абрамово (Кузьминский сельсовет)
Абрамово — упразднённая деревня в Сергиево-Посадском городском округе Московской области России.

## География
Урочище находится в северной части области, в зоне хвойно-широколиственных лесов, на левом берегу реки Кубжи, к востоку от автодороги 46К-8191, на расстоянии примерно 31 километра (по прямой) к северо-западу от города Сергиев Посад, административного центра округа.

### Климат
Климат характеризуется как умеренно континентальный, с умеренно холодной зимой и тёплым летом. Среднегодовая температура воздуха — +2,7 °C. Средняя температура воздуха самого холодного месяца (января) — −11,3 °C (абсолютный минимум — −48 °C), средняя температура самого тёплого (июля) — +17 °С (абсолютный максимум — +36 °C). Годовое количество атмосферных осадков — 630 мм, из которых около 70 % выпадает в период с апреля по октябрь.

## История
Отмечено на карте Александровского уезда 1808 года.
В «Списке населенных мест Владимирской губернии по сведениям 1859 года» населённый пункт упомянут как владельческая деревня Абрамова Александровского уезда, расположенная в 52 верстах от уездного города. В деревне насчитывалось 9 дворов и проживал 61 человек (26 мужчин и 35 женщин).
По состоянию на 1905 год, в Абрамове имелось 13 дворов и проживало 70 человек. В административном отношении деревня входила в состав Константиновской волости.
По данным 1926 года в деревне имелось 17 хозяйств (в том числе 16 крестьянских) и проживало 79 человек (38 мужчин и 41 женщина). Являлась частью Кузьминского сельсовета Константиновской волости Сергиевского уезда Московской губернии.